# Бейт-Альфа (національний парк)
Бейт-Альфа (івр. בית אלפא) — археологічна пам'ятка в Ізраїлі з залишками стародавньої синагоги візантійського періоду на Землі Ізраїлю (приблизно VI століття н. е.) і національний парк, розташовані біля підніжжя північних схилів гір Гільбоа поблизу Бейт-Шеана в Ізраїлі, що перебувають у віданні Управління природи і парків Ізраїлю.
Синагогу виявлено в кінці 1928 року й розкопано на початку 1929 року. Результати дослідження синагоги опубліковано в огляді 1932 року. Інше дослідження проведено в 1962 році Управлінням старожитностей. У залишках ранішої будівлі синагоги, ймовірно, датованого V століттям н. е., виявлено залишки стародавнього мозаїчного покриття. За оцінками фахівців, пізніша синагога, що датується VI століттям, зруйнувалась унаслідок землетрусу в 749 році або навіть раніше. Частини будівлі, які впали на мозаїчну підлогу, захистили її від атмосферних впливів.

## Історія
Залишки синагоги виявлено в 1928 році під час риття каналу для транспортування води в кібуц Хевці-ваг біля підніжжя хребта Гільбоа. Оскільки не знайдено жодних згадок про єврейське поселення в цьому районі, синагогу назвали на честь сусіднього кібуцу Бейт-Альфа. На початку 1929 року Елазар Сукенік за дорученням Єврейського університету почав археологічні розкопки. Розкопки тривали сім тижнів, після чого виявлено залишки мозаїчного покриття несних стін. У березні 1929 року в Єрусалимі відкрито виставку примірників картин з виявленої мозаїки. У квітні 1929 року, після закінчення сезону дощів, народ став стікатися до Бейт-Альфи, щоб побачити мозаїку, але її закрили ще на початку травня за розпорядженням держави. На початку 1930 року синагогу розкопали повністю і санкціювали державне фінансування на захист мозаїки. Будівлю передано у відання Єврейського університету напередодні свята Шавуот у червні 1930 року.
Під час другого раунду розкопок, спонсорованого Управлінням старожитностей Ізраїлю в 1962 році, додатково досліджено житлові споруди, що оточують синагогу.
Крім того, у неглибокій западині в підлозі апсиди знайдено скарб із 36 візантійських монет.

## Архітектура
Архітектурні залишки синагоги в Бейт-Альфі вказують на те, що колись синагога являла собою двоповерхову базилікову будівлю й утримувала двір, вестибюль і молитовний зал. Перший поверх молитовного залу складався з центрального нефа шириною 5,4 м, апсиди, яка слугувала місцем для зберігання ковчега Тори, біми, піднятої платформи, на якій читали сувої Тори і лавок. Ковчег Тори в апсиді був орієнтований на південний захід, у напрямку Єрусалима.

## Присвячувальні написи
Північний вхід має два посвячувальні написи арамейською і грецькою мовами. Хоча арамейський напис частково зруйновано, його наявність вказує на те, що синагогу збудовано в часи правління римського імператора Юстина, ймовірно, Юстина I (518—527 рр. н. е.) коштом громадських пожертв. Грецький напис дякує ремісникам «Маріаноса і його син Ханіна», які також були перелічені як будівельники сусідньої синагоги Бейт-Шеан. Написи розташовані з боків обабіч лева і буйвола, які служать символічними охоронцями синагоги.

## Галерея
|  |  |  |  |
|  |  |  |  |